# Polícia Científica de Investigação Criminal

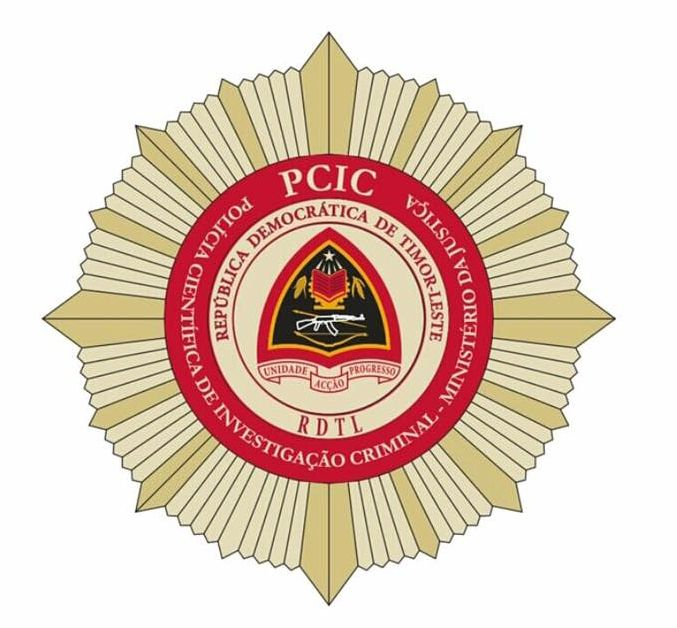
Emblem der PCIC

Die Polícia Científica de Investigação Criminal PCIC (tetum Polísia Sientífika Investigasaun Kriminál PSIK, deutsch Wissenschaftliche Polizei für kriminalpolizeiliche Ermittlungen) ist eine dem Justizministerium Osttimors unterstellte Behörde. Sie wurde am 14. Mai 2014 mit dem Gesetz 15/2014 als Hilfsorgan der Justizverwaltung geschaffen. Der Sitz der PCIC befindet sich in der Avenida 20 de Maio im Stadtteil Caicoli der Landeshauptstadt Dili.

## Übersicht

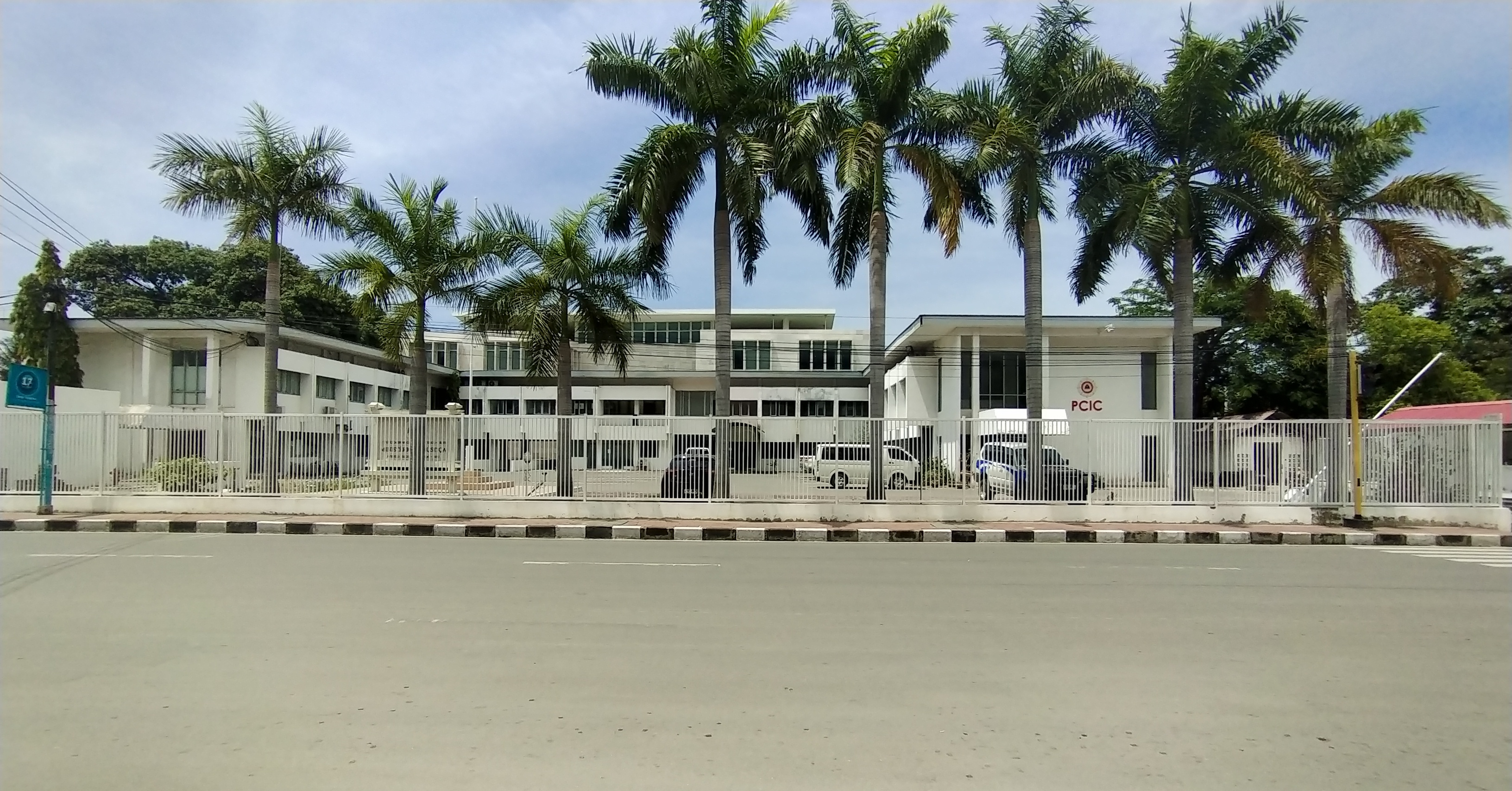
Sitz der PCIC in Caicoli

Die PCIC ist das oberste kriminalpolizeiliche Organ, das für die Unterstützung der Justizbehörden, die Entwicklung und Förderung von Präventions-, Aufdeckungs- und Ermittlungstätigkeiten, die in seinen Zuständigkeitsbereich fallen oder ihm von den zuständigen Justizbehörden übertragen wurden, sowie für die Sicherstellung der nationalen Zentralisierung von kriminalpolizeilichen Informationen und die entsprechende operative Koordination und internationale polizeiliche Zusammenarbeit zuständig ist. Die PCIC handelt in Strafverfahren unter der Leitung und funktionalen Abhängigkeit der Staatsanwaltschaft oder des Untersuchungsrichters, abseits ihrer administrativer, finanzieller und vermögensrechtlicher Autonomie.
Auch wenn die Nationalpolizei (PNTL) mit der Serviço de Investigação Criminal Nacional (SICN) bereits eine eigene Abteilung für kriminalpolizeiliche Ermittlungen hat, stellte man im Mai 2009 fest, dass ihr die nötigen Kenntnisse und Fähigkeiten fehlten, um Ermittlungen effektiv durchzuführen und Verfahrenshandlungen zu formalisieren sowie Beweise zu sammeln und zu archivieren. Sie ist mehr in einer Logik der öffentlichen Ordnung organisiert. Um die Defizite, die auch zu fehlerhaften Verhaftungen und unverständliche Verfahren führten, zu beheben, wurde 2014 die PCIC geschaffen. Die Beamten erhielten eine Ausbildung in Recht und Strafverfahren, kriminalistische Ermittlungsmethodik und Berufsethik. Grundlegende Anweisungen zur Strafprozessordnung auf Tetum in Taschenbuchform wurde Teil der Ausrüstung der Beamten. Gleichzeitig erhöhte man die Anzahl der Portugiesisch sprechenden internationalen arbeitenden Mitglieder. Die Registrierung von Anzeigen, Berichten, Informationen von Verdächtigen und Zeugen sowie Mitteilungen der Staatsanwaltschaft erfolgt grundsätzlich in beiden Amtssprachen, wofür auch die Portugiesischschulungen verstärkt wurden.
Innerhalb der Gesetzesvorgaben darf die PCIC von Personen Ton- und Bildaufzeichnung machen und Durchsuchungen durchführen. Personen können zur Befragung vorgeladen werden un bei Fluchtgefahr oder Gefahr im Verzug in Sicherungsverwahrung nehmen, falls ein richterlicher Beschluss nicht rechtzeitig einzuholen ist. Die PCIC-Beamte dürfen Dienstwaffen tragen.

## Zuständigkeit
Die PCIC besteht als wissenschaftliches Ermittlungsorgan neben der Nationalpolizei, der Einwanderungsbehörde Serviço de Migração de Timor-Leste und der Antikorruptionskommission (CAC) und hat die Kompetenz bei der Untersuchung von schwerer, organisierter oder komplexer Kriminalität. Sie ist zuständig für strafrechtliche Ermittlungen bei:
1. Straftaten gegen Frieden und die Menschlichkeit;
2. Straftaten gegen das Leben, wenn der Tod einer Person ein Element des Verbrechens ist;
3. Entführung, Verschleppung, Sklaverei;
4. Menschenhandel, Handel mit menschlichen Organen und Verkauf von Personen;
5. Folter oder anderen grausamen, erniedrigenden oder unmenschlichen Behandlungen
6. sexueller Nötigung, sexueller Ausbeutung und sexuellen Missbrauch, mit Ausnahme von sexuellem Betrug und Exhibitionismus
7. Eingriff in den Schriftverkehr oder die Telekommunikation;
8. Verschwörung zur Begehung einer Straftat
9. Straftaten gegen die Staatssicherheit, mit Ausnahme der Straftaten der Störung des Funktionierens eines Verfassungsorgans und der Verunglimpfung nationaler Symbole
10. Straftaten gegen die Umwelt, mit Ausnahme illegalem Fischfangs, der Nutzung illegaler Fangmittel und des verbotenen Verbrennens
11. Gefangennahme, Ausbruch und Meuterei von Gefangenen;
12. Brechen von Marken, Siegeln und Hinweisen;
13. Unterschlagung oder Zerstörung von Gegenständen der öffentlichen Gewalt;
14. Diebstahl und Brandstiftung;
15. Schweren Betrug, Computerbetrug und schwerer Computerbetrug
16. Bestechung, Rechtsverweigerung, Nötigung eines Richters und Behinderung der richterlichen Tätigkeit;
17. Fehlverhalten eines Richters oder Beamten, Fehlverhalten eines Anwalts oder Pflichtverteidigers und persönliche Gefälligkeiten;
18. Vortäuschung von Straftaten und Verletzung des Gerichtsgeheimnisses;
19. Missbräuchlicher Anwendung von öffentlicher Gewalt;
20. Urkundenfälschung;
21. Geldfälschung;
22. Geldwäscherei und Steuerbetrug;
23. unerlaubtem Glücksspiel;
24. Straftaten im Zusammenhang mit dem Handel mit Betäubungsmitteln und psychotropen Stoffen und anderen illegalen Drogen, wenn sie angezeigt oder der Polizei gemeldet wurden;
25. allen anderen Straftaten, die aufgrund ihrer Komplexität, ihres Zwecks, ihres Wertes oder ihrer gesellschaftlichen Aufmerksamkeit vom Generalstaatsanwalt der Republik an die PCIC delegiert werden.

Die Nationalpolizei ist verpflichtet bei Kenntnisnahme solcher Straftaten die PCIC einzuschalten und bis zur Übernahme alle erforderlichen und dringenden Sicherungsmaßnahmen zur Sicherung der Beweismittel durchzuführen und mit der PCIC zusammenzuarbeiten. Bei Geldwäsche, Terrorismusfinanzierung, Drogenhandel oder jeder anderen Form von grenzüberschreitender Kriminalität arbeitet die PCIC auch mit ausländischen und internationalen Sicherheitsorganisationen zusammen. Im Bedarfsfall können PCIC-Beamte auch die notwendige und angemessene Unterstützung oder Mittel von privaten Parteien anfordern.
2019 registrierte und ermittelte die PCIC in 272 Kriminalfällen. 2020 in 194.

## Struktur
Die PCIC teilt sich auf in folgende Abteilungen:
1. Nationaldirektion
2. Inspektions- und Disziplinaramt (GID)
3. Zentrale Kriminalabteilung (DCIC)
4. Abteilung von Interpol (DI)
5. Labor für forensische Wissenschaft (LPC)
6. Abteilung Rüstung und Sicherheit (DAS)
7. Abteilung für Unterstützung (DA);
8. Abteilung für Rechtsbeistand und Öffentlichkeitsarbeit (DAJRP).

## Organe
Der Nationaldirektor ist der Chef der PCIC. Er wird vom Premierminister ernannt. Dem Direktor steht ein Stellvertreter zur Seite, der auch die Zentrale Kriminalabteilung leitet, und der Oberste Rat der PCIC. Dem Rat gehören der Justizminister, der Verteidigungsminister, der Innenminister, der Nationaldirektor, sein Stellvertreter, der Laborleiter und die Leiter der Abteilungen Interpol, Unterstützung und des Inspektions- und Disziplinaramtes an. Der Justizminister leitet den Rat und hat eine ausschlaggebende Stimme. In Abwesenheit leitet der Verteidigungsminister den Rat.
- Hermenegildo da Cruz (26. Januar – 2. Oktober 2015)[6]
- Vicente Fernandes e Brito (seit 2. Oktober 2015)[7]